# Perušić
Pour les articles homonymes, voir Perušić (homonymie).
Perušić est un village et une municipalité dans le comitat de Lika-Senj, en Croatie. Au recensement de 2001, la municipalité comptait 3 494 habitants, dont 88,81 % de Croates et 8,12 % de Serbes ; le village seul comptait 957 habitants.

## Localités
La municipalité de Perušić compte 20 localités :
| - Bukovac Perušićki - Donji Kosinj - Gornji Kosinj - Kaluđerovac - Klenovac - Konjsko Brdo - Kosa Janjačka - Kosinjski Bakovac - Kvarte - Krš | - Lipovo Polje - Malo Polje - Mezinovac - Mlakva - Perušić - Prvan Selo - Rudinka - Studenci - Sveti Marko - Vukelići |